# Kwartier (tijd)
Een kwartier is een eenheid van tijd, namelijk een kwart gedeelte van een uur. Een kwartier bestaat uit 15 minuten of uit 900 seconden. Een etmaal bevat 96 kwartieren. Een jaar bestaat uit 35040 kwartier. 
Het begrip kwartier werd in de Middeleeuwen al gebruikt. Omdat de wijzerplaat van een klok een ronde vorm heeft, ligt het voor de hand om deze cirkel in helften en kwarten onder te verdelen. Naast halfuur komt men dan op het woord kwartier.

## Kwart
Bij tijdsaanduidingen wordt in plaats van kwartier het woord kwart gebruikt.
- Het is nu kwart voor zes.